# Roshini Kempadoo
Roshini Kempadoo (* 13. března 1959 Crawley, Sussex, Anglie,) je britská fotografka, mediální umělkyně a akademička. Více než 20 let působí jako lektorka a výzkumnice v oblasti fotografie, produkce digitálních médií a kulturních studií v různých vzdělávacích institucích a v současnosti (2020) přednáší na University of East London.
Její fotografie se zabývá ženskými problémy a otázkami reprezentace, zejména černochů. Ve svých výzkumných, multimediálních a fotografických projektech, které zkoumají vizuální reprezentaci Karibiku, kombinuje „faktické a fiktivní přeměny současných zkušeností s historií a pamětí...[a] svou nedávnou práci jako digitální image artist zahrnuje fotografie a interaktivní umělecké instalace na obrazovce, které beletrizují karibský archivní materiál, objekty a prostory."

## Životopis
Roshini Kempadoo se narodila v Crawley, Sussex, Anglie, ale strávila desetiletí svého dětství v Karibiku, odkud pochází její rodina.
Její otec Peter Kempadoo přijel do Londýna v 50. letech, ale rodina se stěhovala tam a zpět mezi Velkou Británií a Karibikem. Narodila se v Anglii a jako dítě se vrátila do Karibiku. Svá formativní léta, mezi 11-18 lety, strávila na Jamajce a Guyaně. Měla to štěstí, že velmi dobře poznala Karibik díky svým zkušenostem, když vyrůstala na Barbadosu, Trinidadu, Jamajce a Guyaně.“
Navštěvovala střední školu St. Rose v Georgetownu v Guyaně a do Spojeného království se vrátila na univerzitní vzdělání v roce 1977 (její rodina se krátce poté přestěhovala do Svaté Lucie). Vystudovala vizuální komunikaci se specializací na fotografii v posledním ročníku a následně získala magisterský titul v oboru fotografických studií na University of Derby.

## Kariéra
Připojila se k ženské fotografické agentuře Format, kterou založily Maggie Murray a Val Wilmerová, a také se podílela na založení první britské černošské fotografické asociace, Autograph ABP, spolu s Monikou Bakerovou, Sunil Gupta, Rotimi Fani-Kayode a Armet Francisovou. Od 80. a 90. let se věnovala fotografické kariéře:
...bylo to období, ve kterém jsme znovu definovali reprezentace černého subjektu. Bylo to vzrušující období, kdy se fotografie a film vzdálily od tradičních studií vizuálního umění a staly se radikálněji spojeny s kulturními studiemi a kritikou. Fotografie tohoto druhu dostala mimo studia výtvarného umění a tento širší interdisciplinární obor mi umožnil uvažovat o fotografii ve vztahu k pojetí psychoanalýzy, postkolonialismu a feministických studií, přičemž jsem čerpala ze zásadních textů Stuarta Halla, Susan Sontagové, Laury Mulveyové a Johna Bergera a přemýšlela jsem o fotografii.
Mezi její vlivné kolegy patří také John Akomfrah, Sunil Gupta, Ingrid Pollard a Keith Piper, včetně těch, kteří se podílejí na vydávání mezinárodního nezávislého fotografického časopisu Ten.8, mezi nimi Derek Bishton, Rhonda Wilson (s níž spolupracovala na katalogu výstavy Spectrum Women's Photography Festival, vydaný jako zvláštní příloha k třicátému vydání časopisu) a John Taylor.
Pravidelně vystavovala na mezinárodní úrovni, mimo jiné v Trinidadu, Torontu (kurátorka Sheila Petty, University of Regina), New Yorku a Nizozemsku. Velká retrospektiva jejího fotografického a digitálního umění, Roshini Kempadoo: Works 1990 – 2004, byla otevřena v PM Gallery and House v roce 2004 a následně se uskutečnilo turné.
Její díla získala Národní portrétní galerie v Londýně a Autograph ABP v Londýně a jsou ve sbírkách dalších institucí a jednotlivců, včetně Yale Center for British Art, Connecticut, USA a Birmingham Museum and Libraries Collection UK.
Je autorkou knihy Creole in the Archive: Imagery, Presence and the Location of the Caribbean Figure (2016).

## Osobní život
Je dcerou umělkyně Rosemary Kempadoo, která se vyučila u Stanleyho Greavese a byla součástí sítě umělců v Georgetownu v 70. letech 20. století, včetně Aubreyho Williamse. Její otec je spisovatel Peter Kempadoo a spisovatelka Oonya Kempadoo je její nejmladší sestra.

## Vybrané výstavy

### Samostatné
- 2005: Roshini Kempadoo: Works 1990 – 2004. Russell-Cotes Art Gallery and Museum, Bournemouth (říjen–listopad)
- 2004: Roshini Kempadoo: Works 1990 – 2004. Prohlídka zahrnovala novou zakázku „nekonečné vyhlídky“ v Pitzhanger Manor and Gallery, Londýn, Velká Británie (červenec–září)
- 2001: Virtual Exiles. Lighthouse Media Arts Centre, Wolverhampton, Spojené království (leden) a Galeria Moderna, Ljubljana, Slovinsko, pro Mesto Zensk, festival City of Women (říjen).

### Skupinové
- 2016: What We Have Overlooked, kurátorka Mirjam Westen, Museum Arnhem (30. června–21. srpna).[11]
- 2015: Ghosts: Keith Piper/Roshini Kempadoo, kurátor Paul Goodwin, Central Saint Martins Lethaby Gallery (27. listopadu – 11. prosince).[12]
- 2011: About Change (Part 1), společný projekt Světové banky, Art Museum of the Americas, Organizace amerických států a Kulturního centra Meziamerické rozvojové banky. Umělecký program Světové banky, Washington DC, USA (květen–červenec).
  - Wrestling with the Image: Caribbean Interventions, Art Museum of the Americas, Washington DC. USA (leden–květen)
  - Rester et Partir / Zůstat a odejít / Toso any ka take (2011), Point Sud, Bamako, Mali (únor)
- 2010: Format Photography Agency 1983–2003, National Portrait Gallery, Londýn, místnost 38a (leden–červenec).
- 2009: 7th Encuentro: Staging Citizenship: Cultural Rights in the Americas, Hemispheric Institute of Performance and Politics, Museo de Artes, National University of Colombia, Bogotá (srpen)
  - Liminal: A Question of Position, inIVA, Rivington Place, Londýn (březen–duben)
- 2007: Umění a emancipace na Jamajce: Isaac Mendes Belisario a jeho světy, Yale Center for British Art, New Haven ‚ Connecticut (září–prosinec)
- 2006–07: Latitudes 2006 - Terres de Amazonie, Hotel de Ville, Paříž (včetně výběru ze série Virtuální vyhnanci). Kurátorka Regine Cuzin (prosinec–leden 2007)
- 2005: Racing the Cultural Interface: Africké diasporické identity v digitálním věku. MSVU Art Gallery, Mount Saint Vincent University, Halifax, Kanada (leden–březen)
- 2004: Místo zvané domov, kurátor Zayd Minty pro galerii NSA, Durban, Jižní Afrika (červen–červenec). Jihoafrická národní galerie (SANG), Kapské Město (září–listopad)
- 2003: Global Detail, kurátor Wim Melis pro Nooderlicht PhotoFestival, 2003, Groningen, Nizozemsko.
- 2002: CD-Rom Back Routes k výstavě Travelogue: Views of Britain od sedmi současných umělců, kurátorkou Mary Griffiths pro Whitworth Art Gallery, Manchester, Spojené království (červen–září).
- 2000–01: Reflections in Black, kurátorka Deborah Willis, v Anacostia ve Smithsonian Museum, Washington DC (březen)
- 1990 Autoportraits, kurátor Autograph, Camerawork, Londýn, s Monikou Baker, Allan deSouza, Rotimi Fani-Kayode, Joy Gregory, Sunil Gupta, Mumtaz Karimjee a Roshini Kempadoo.[13]

### Příspěvky do publikací
- 2010: "Interpolating screen bytes: Critical commentary in multimedia artworks", Journal of Media Practice, 11(1), 59–80
- 2008: "Photographing Here/There", in Into the Open: Ania Dabrowska & John Nassari. London, Four Corners Gallery. s. 38–39.
- 2007: "Back Routes: Historical articulation in Multimedia Production", in Grossman, A., and A. O'Brien (eds), Projecting Migration: Transcultural Documentary Practice. London, Wallflower Press, s. 199–215. ISBN 190567404X
- 2007: "Digital media practice as critique: Roshini Kempadoo's installations Ghosting and endless prospects (2004)", in Arana, V. (ed.), "Black" British Aesthetics Today. Newcastle upon Tyne, UK, Cambridge Scholars Publishing, s. 283–296. ISBN 1-84718-116-3